# Bighorn Mountains
Die Bighorn Mountains (auch Big Horn Mountains) sind ein Gebirgszug östlich der Rocky Mountains in den USA. Die Bergkette verläuft in nordwest-südöstlicher Richtung im Norden des US-Bundesstaates Wyoming und im Süden von Montana. In der Länge haben die Bighorn Mountains eine Ausdehnung von etwa 120 km bei einer Breite von rund 50 km. Höchste Erhebung ist der Cloud Peak (4013 m).
Das Gebirge ist nahezu unbesiedelt, nächstgelegene Ortschaften sind Buffalo und Sheridan. In den Bighorn Mountains liegt unter anderem das Medicine Wheel, ein heiliger Ort verschiedener Völker der Prärieindianer.

## Beschreibung
Geologisch gehören die Bighorn Mountains zu den Rocky Mountains, sind aber durch das breite Becken des Bighorn River von ihnen völlig isoliert. Sie entstanden wie der Rest des Gebirges in der Laramischen Gebirgsbildung vor rund 70 Millionen Jahren. Die aufgeschlossenen Gesteine sind alle Sedimentgestein und reichen vom späten Kambrium bis zur Unterkreide mit einer Diskordanz im Silur. Damaliges Gestein wurde in der Zwischenzeit wieder erodiert, bevor die dadurch freigelegten früheren Schichten von jüngerem Gestein bedeckt wurden.
Die Oberflächengestalt ist durch die Vergletscherung im Eiszeitalter geprägt. Die Täler sind zumeist Trogtäler mit vielen Karseen. Heute ist der Cloud Peak Glacier der einzige Gletscher in den Bighorn Mountains. Die Berge sind weit überwiegend bewaldet, in den Hochlagen dominieren Nadelbäume, geschütztere und niedrigere Standorte sind überwiegend mit der Amerikanischen Zitterpappel bestanden.
Auf der Ostflanke der Bighorn Mountains entspringen im Norden der Little Bighorn River und der Tongue River, weiter südlich entstehen mit Clear Creek, Crazy Woman Creek, North Fork Powder River und Middle Fork Powder River größere Zuflüsse des Powder River. Die Westflanke entwässert über Porcupine Creek oder Shell Creek direkt in den Bighorn River sowie weiter südlich über Paint Rock Creek oder Tensleep Creek in den Nowood River, der bei Manderson in den Bighorn River mündet.
Der Anteil der Bighorn Mountains in Wyoming gehört zum Bighorn National Forest, einem Nationalforst unter der Verwaltung des US Forest Service. Im Zentrum des Nationalforsts ist die Cloud Peak Wilderness eingebettet, ein Wilderness Area und damit ein Schutzgebiet der strengsten Klasse von Naturschutzgebieten in den Vereinigten Staaten. Die Berge in Montana sind Teil der Crow Reservation, dem Indianerreservat der Absarokee oder Crow-Indianer. Im Norden werden die Berge begrenzt durch den Canyon des Bighorn Rivers, der zu einem Stausee aufgestaut wurde und heute das Bighorn Canyon National Recreation Area darstellt, ein National Recreation Area unter der Verwaltung des National Park Service.
| Rang | Gipfel                        | Meereshöhe | Schartenhöhe | Dominanz |
| ---- | ----------------------------- | ---------- | ------------ | -------- |
| 1    | Cloud Peak                    | 4013 m     | 2157 m       | 233,4 km |
| 2    | Black Tooth Mountain          | 3964 m     | 197 m        | 2,1 km   |
| 3    | Mount Woolsey                 | 3956 m     | 103 m        | 0,3 km   |
| 4    | Bomber Mountain               | 3914 m     | 342 m        | 1,7 km   |
| 5    | The Innominate                | 3890 m     | 110 m        | 0,4 km   |
| 6    | Sawtooth Mountain             | 3855 m     | 191 m        | 2,0 km   |
| 7    | Hallelujah Peak (Peak 12590)  | 3837 m     | 106 m        | 1,0 km   |
| 8    | Peak 12473                    | 3806 m     | 219 m        | 2,4 km   |
| 9    | Penrose Peak                  | 3798 m     | 122 m        | 2,1 km   |
| 10   | Mather Peaks                  | 3781 m     | 452 m        | 4,1 km   |
| 11   | Peak 12328                    | 3762 m     | 149 m        | 2,0 km   |
| 12   | Bighorn Peak                  | 3756 m     | 306 m        | 8,4 km   |
| 13   | Darton Peak                   | 3741 m     | 230 m        | 2,4 km   |
| 14   | Oliver Peak                   | 3688 m     | 138 m        | 1,1 km   |
| 15   | Peak 11815                    | 3605 m     | 142 m        | 3,3 km   |
| 16   | Cross Creek Peak (Peak 11761) | 3585 m     | 250 m        | 5,4 km   |
| 17   | Loaf Mountain                 | 3573 m     | 293 m        | 4,6 km   |
| 18   | Spear Peak (Spear Benchmark)  | 3518 m     | 392 m        | 8,3 km   |
| 19   | Peak 11488                    | 3502 m     | 146 m        | 2,0 km   |

## Nutzung und Infrastruktur

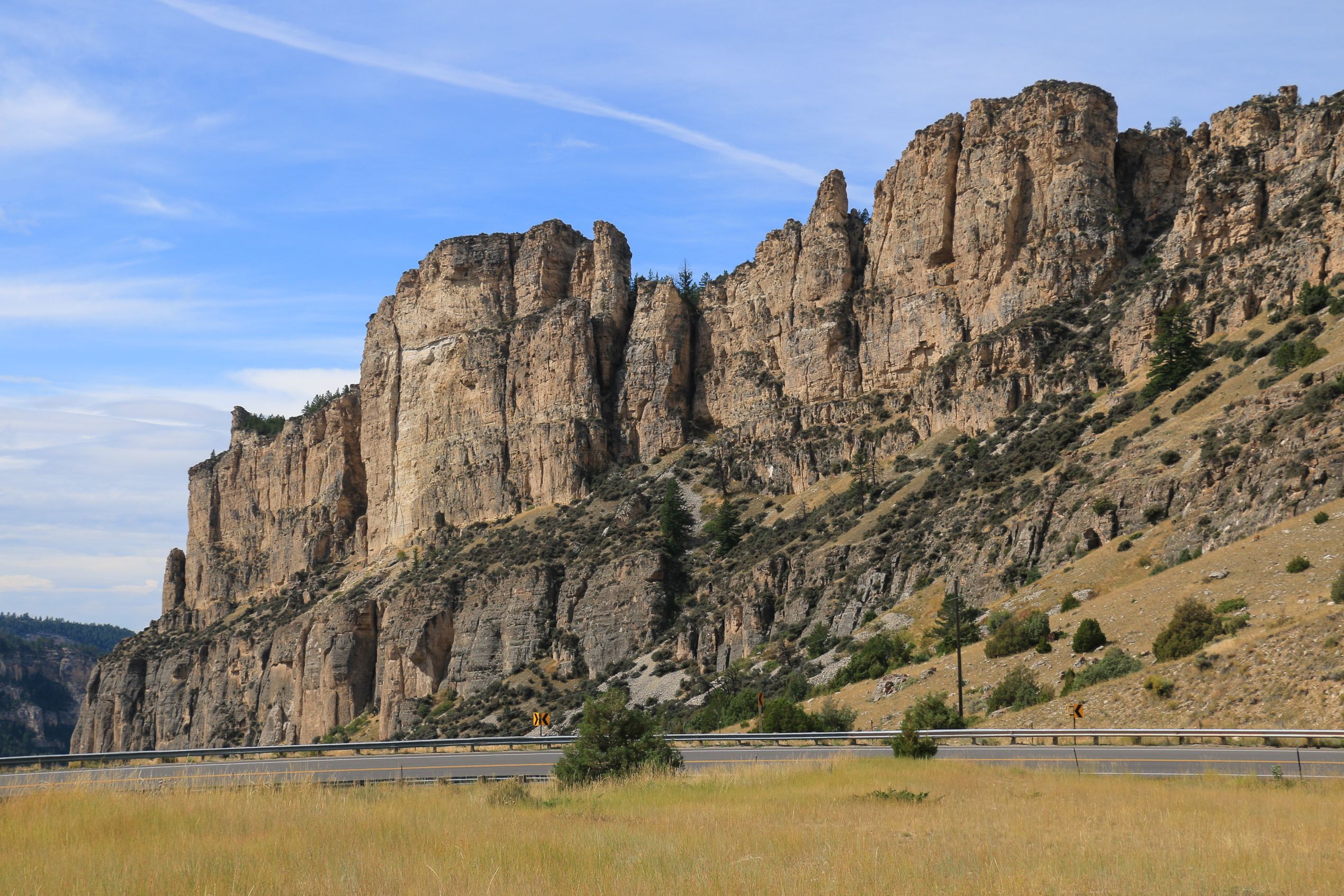
Der U.S. Highway 16 durch den Ten Sleep Canyon im Südwesten des Gebirges

Ursprünglich lagen die Berge im Siedlungsgebiet der Absarokee- und der Östlichen Shoshone-Indianer. Die Arapaho und die Cheyenne nutzten die Berge gelegentlich. Das Big Horn Medicine Wheel, ein National Historic Landmark im Nordwesten der Berge, wird auf zwischen 1400 und 1700 datiert. Es gilt auch den heutigen Indianerkulturen der Great Plains als Heiliger Ort.
Als erster Weißer in den Bergen gilt Louis-Joseph Gaultier de Varennes, Sohn von Pierre Gaultier de Varennes, sieur de La Vérendrye, der im Auftrag seines Vaters vom heutigen Kanada aus in den Jahren 1742–1743 Wyoming erkundete, um einen Weg zum Pazifischen Ozean zu finden. Näher erkundet wurde die Region erst um 1807 durch John Colter, der 1804–1806 an der Lewis-und-Clark-Expedition teilgenommen hatte und sich auf dem Rückweg von den anderen Mitgliedern trennte, um eigene Entdeckungen vorzunehmen. Ab 1897 nutzten Butch Cassidy und seine Bande, die Wild Bunch, das Hole in the Wall im Südosten der Berge als Unterschlupf.
Das Gebirge ist bis heute weitgehend unerschlossen. Im Süden quert der US-Highway US 16 die Berge und bindet das Skigebiet High Park an. Im Norden verläuft der US 14 durch die Bighorn Mountains und spaltet sich in den US 14 und den US 14 Alt auf. Alle Straßen durch die Berge sind aufgrund ihrer touristischen Qualität als National Scenic Byway ausgewiesen.
In den Bighorn Mountains spielt die Handlung des Films Brokeback Mountain, gedreht wurde er aber größtenteils in der kanadischen Provinz Alberta.